# Échangeur de la porte de Bagnolet
L'échangeur de la porte de Bagnolet est un échangeur autoroutier situé sur le boulevard périphérique de Paris, en France.

## Histoire

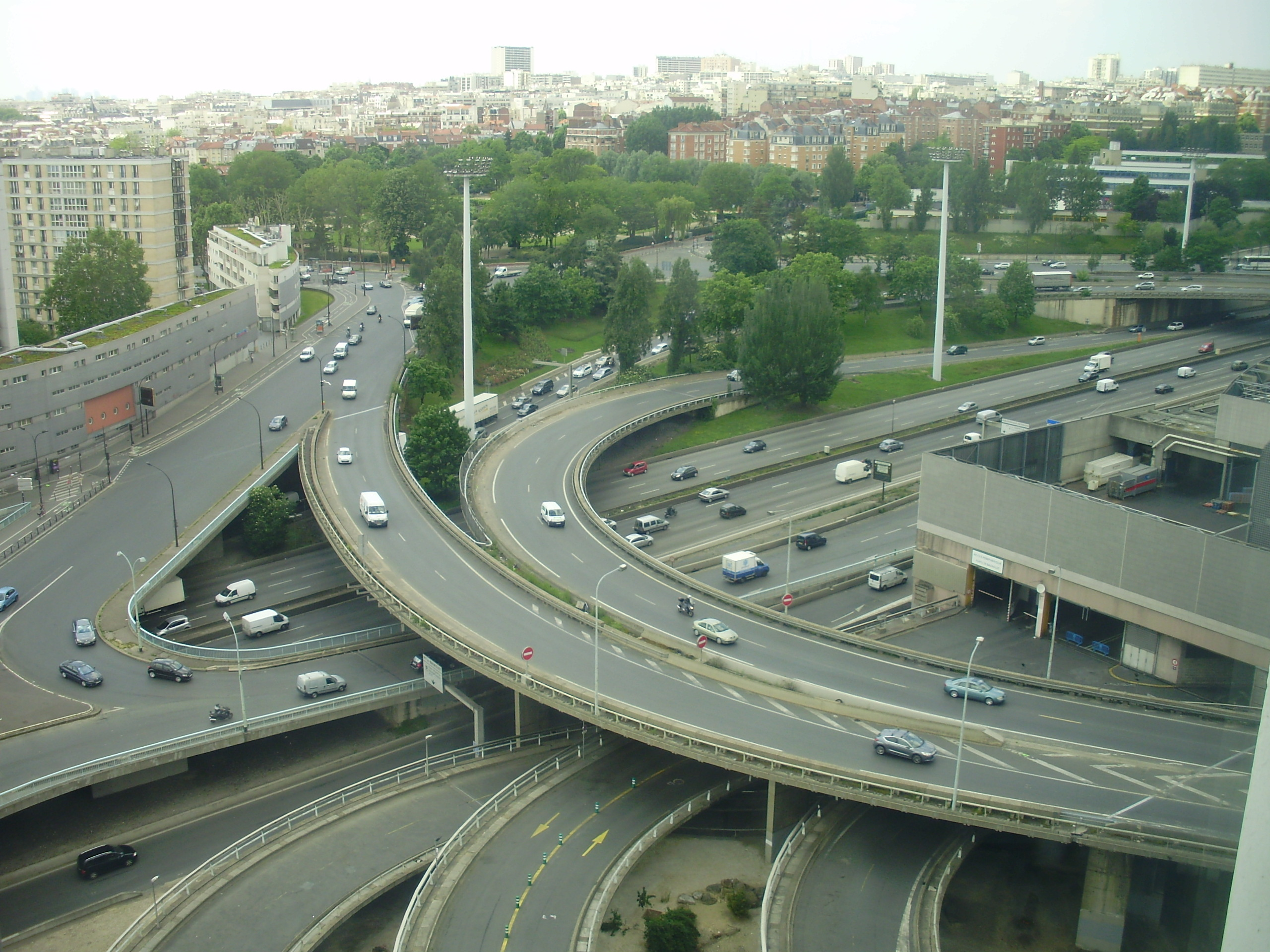
Échangeur de la porte de Bagnolet. Les véhicules au premier plan se dirigent vers l'autoroute A3.

Le principe de construction de cet ensemble est pris en considération par le conseil général de la Seine le 11 avril 1962. Initialement, le parking et la gare routière devaient être construits de part et d'autre des bretelles de raccordement de l'autoroute au boulevard périphérique : un bâtiment de 7 500 m2 au nord dédié uniquement au stationnement, un bâtiment au sud de 6 500 m2 abritant la gare routière au rez-de-chaussée, un parc de stationnement dans les étages et des locaux à usage administratif ou commercial sur la façade sud-est. Mais, malgré un premier vote favorable le 22 décembre 1961, la ville de Bagnolet décide de profiter de l'opportunité de ce nœud autoroutier pour réaménager le quartier et construire un pôle d'attraction régional dans le domaine des emplois, du commerce et des loisirs. Dans le nouveau plan, le parking de stationnement, la gare routière ainsi que la station de métro sont positionnés à l'intérieur des bretelles et non à l'extérieur.
Les travaux de génie civil débutent en mai 1966 et s'achèvent début 1969. Après mise en place des équipements, le complexe est inauguré le 1er décembre 1969.
La réalisation de cet aménagement, dénommé « complexe d'échanges de la Porte de Bagnolet », nécessite le travail en commun de plusieurs maîtres d'ouvrage : l'État pour l'autoroute et ses bretelles de raccordement, le département pour le parking semi-enterré de 2 200 places sur trois niveaux, la RATP pour la station de métro et la gare routière et la ville de Paris pour les aménagements liés au tronçon du boulevard périphérique de 525 mètres de longueur. Le département de la Seine-Saint-Denis est le maître d'œuvre unique de l'opération et la direction des études et des travaux est confiée au service départemental des ponts et chaussées (service déconcentré de l'État ayant précédé les directions départementales de l'Équipement créées seulement en mars 1967), en coordination avec l'architecte urbaniste de la ville de Bagnolet.
Serge Lana est l'architecte de l'échangeur ; il l'a conçu après un voyage d'études à Dallas (États-Unis).

## Descriptif

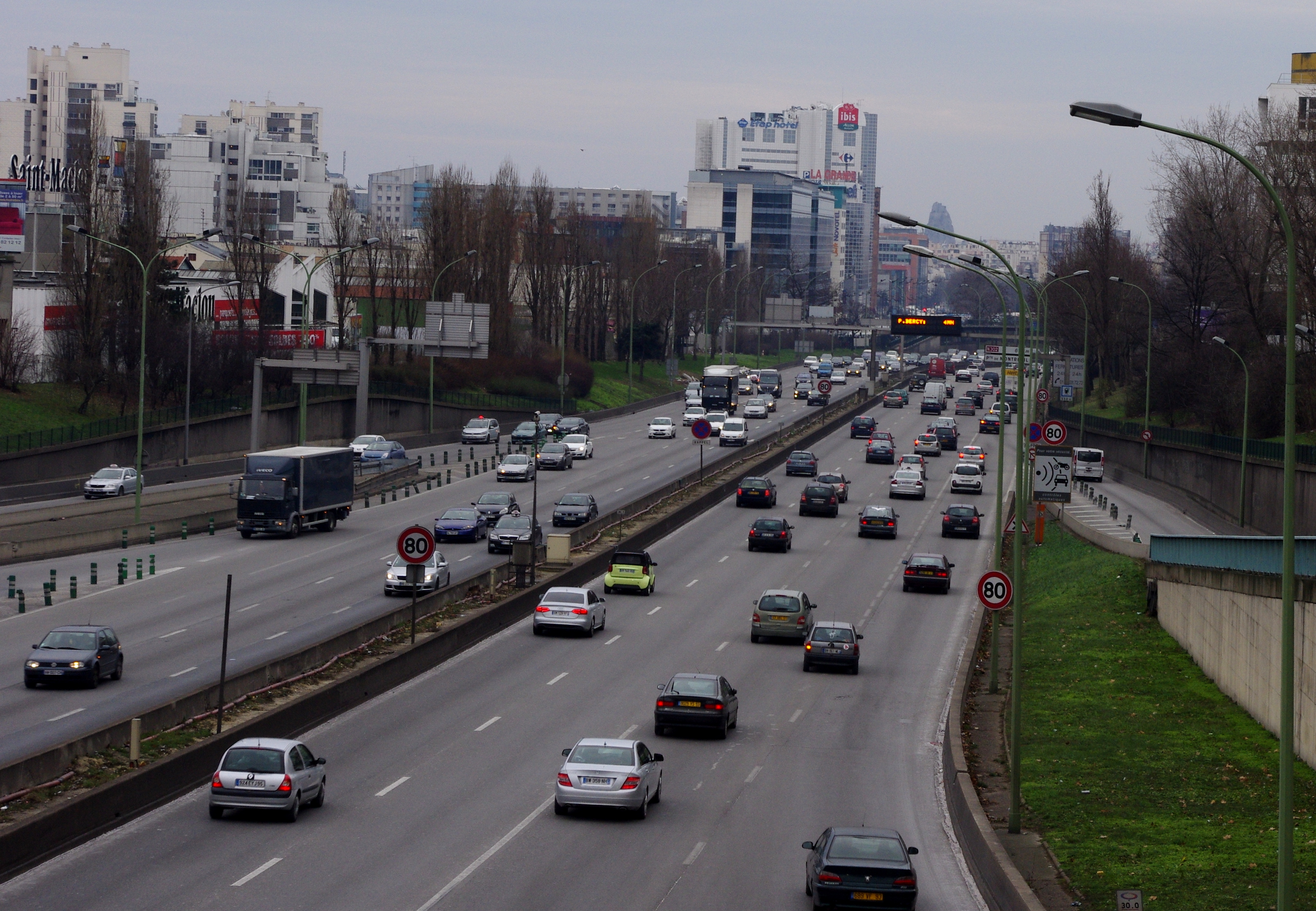
Vue depuis le pont de l'avenue Cartellier, au sud de l'échangeur, en direction de la porte de Montreuil.

L'échangeur de la porte de Bagnolet est un complexe routier dont, malgré sa complexité, les voies ne se croisent que sur deux niveaux. Il comporte au total 19 ponts et viaducs différents, représentant une longueur totale de 2 300 mètres et une surface de tablier de 19 000 m2. Il est construit autour d'un grand parking d'intérêt régional couplé avec une gare routière.
Deux groupes de trois bretelles permettent d'assurer les échanges entre l'autoroute A3 et la voirie locale d'une part et le boulevard périphérique d'autre part : les deux bretelles B et C se raccordent en entrée sur le boulevard périphérique et les bretelles F et G assurent la sortie vers l'autoroute. La bretelle D raccorde l'autoroute à la voirie locale parisienne intra-muros, au droit de l'avenue Ibsen. La voie H quant à elle se raccorde en entrée sur l'autoroute à partir de l'avenue Cartellier. Ces groupes de bretelles sont bordées par deux bretelles permettant de desservir le parking, N au nord et Q au sud. Cette bretelle sud se subdivise elle-même en trois bretelles permettant d'atteindre les niveaux supérieur, médian et inférieur du parking.

## Incidence sur l'environnement

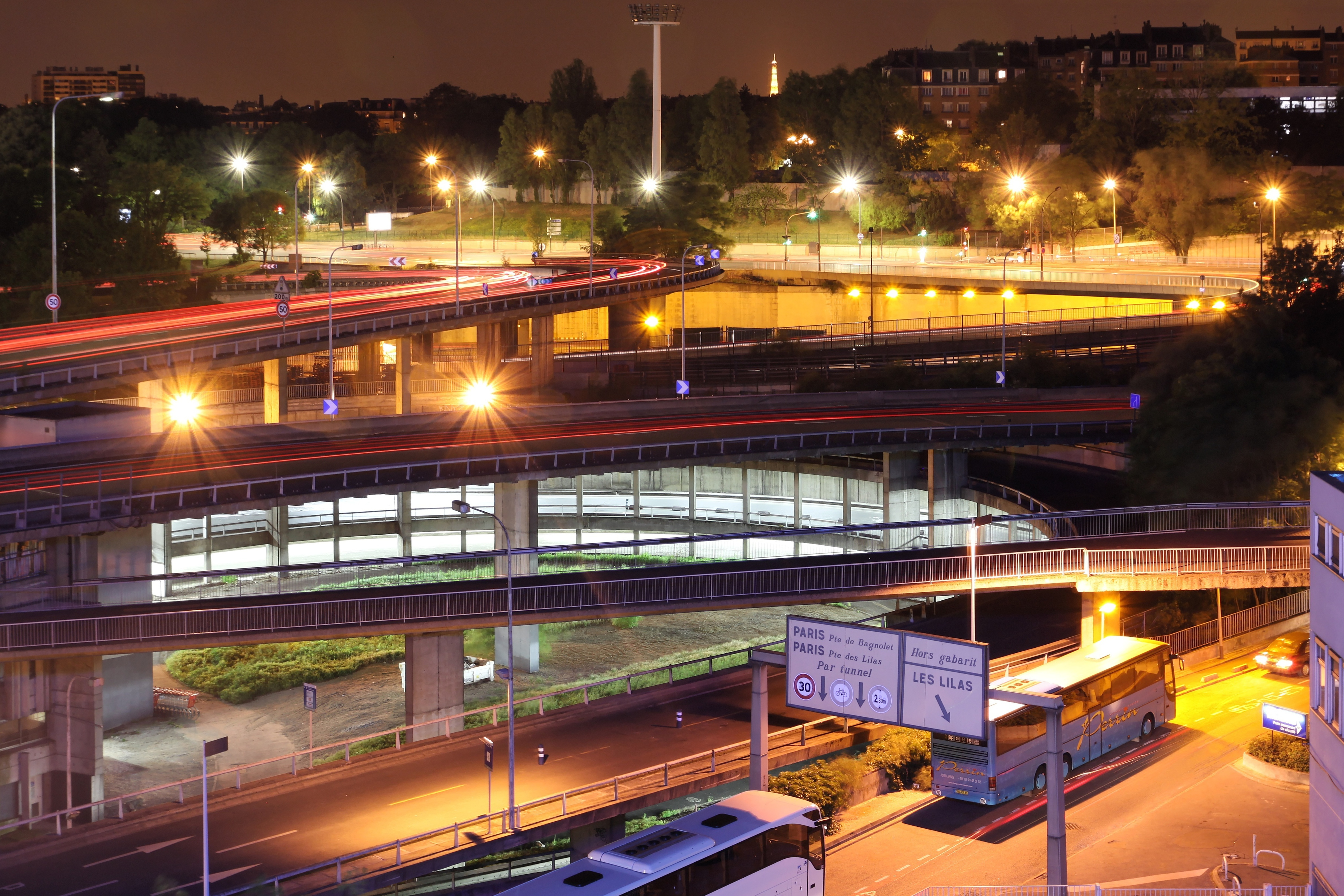
Échangeur de la porte de Bagnolet, vu de l'hôtel Ibis, en 2009.

L'organisme de surveillance de la qualité de l'air en Île-de-France Airparif a déployé un ensemble de stations de mesures permanentes qui permettent de quantifier les différents polluants en ces endroits, dresser des cartes de pollution et apprécier l'évolution au cours du temps. Parallèlement, des études spécifiques sont faites pour apprécier la diffusion de ces polluants en fonction de l'éloignement par rapport à la source émettrice. Concernant le boulevard périphérique, une étude a été faite en 2005 aux abords de l'échangeur de la porte de Bagnolet permettant d'apprécier l'impact d'un grand échangeur routier urbain. Cette étude a permis de montrer que l'impact du trafic de l'échangeur était encore identifiable sur les niveaux de dioxyde d'azote à 400 mètres du centre de l'échangeur. Au niveau de l'échangeur, la pollution est deux à trois plus importante que la moyenne ambiante.
En raison de cette problématique, ainsi que de l'état plus général du quartier (bruit, espaces abandonnés, etc.), le devenir de l'échangeur fait l'objet de débats entre élus depuis 2019, certains projets prévoyant sa destruction ou sa réduction.